# 岡田良昭
岡田 良昭（おかだ よしあき、1989年6月8日 - ）は、日本の気象予報士。茨城県出身。千葉大学理学部卒業。ウェザーマップ所属。

## 略歴
千葉大学卒業後、公務員として勤務するなか、2014年3月に気象予報士資格を取得した。
2015年、福岡県のテレビ西日本で気象予報士として出演を始める。その後、2016年から2019年までNHK高知放送局、2019年から2023年3月までNHK広島放送局で気象情報を担当していたが、2023年4月からIT関係の職業に就き広島県を離れた。
2024年4月、NHK高知放送局の気象予報士に復帰した。
自作のイラストを用いた気象解説をしており、LINEスタンプも作成している。

## 出演

### テレビ番組
- ももち浜ストア 夕方版（2015年3月30日 - 2016年4月2日、テレビ西日本）
- NHKニュースおはようちゅうごく（2019年 - 2021年、NHK広島放送局）
- おはようひろしま（2019年4月1日 - 2021年3月26日、NHK広島放送局）
- ひるまえ直送便（2019年 - 2021年、NHK広島放送局）
- こうちいちばん（2016年4月 - 2019年3月29日・2024年4月 - 、NHK高知放送局）
- お好みワイドひろしま（2021年3月29日 - 2023年3月31日、NHK広島放送局）
- ひろしまニュース845（2021年3月29日 - 2023年3月31日、NHK広島放送局）

### ラジオ番組
- とさらじお（2016年4月 - 2019年3月・2024年4月 - 、NHK高知放送局）